# Visões feministas sobre pessoas transgênero
As visões feministas sobre pessoas transgênero têm evoluído ao longo dos anos, desde uma situação crítica até uma aceitação maior nos últimos tempos. Algumas feministas, como Janice Raymond e Sheila Jeffreys acreditam que pessoas transgênero sustentam e reforçam papéis de gênero misóginos e a hierarquia do gênero binário, enquanto outras feministas, como Judith Butler e Jack Halberstam, acreditam que essas pessoas desafiam as normas repressivas de gênero e que as políticas para pessoas transgênero são totalmente compatíveis com o feminismo. Além disso, algumas mulheres trans, como Julia Serano e Jacob Anderson-Minshall, são feministas.

## Crítica feminista
Em 1977, Gloria Steinem expressou desaprovação à muito divulgada transição da jogadora de tênis Renée Richards (uma mulher trans) caracterizando-a como "uma assustadora instância para o qual o feminismo pode levar" ou como "prova viva de que o feminismo não é necessário". Steinem escreveu, "No mínimo, foi um desvio de problemas generalizados de desigualdade sexual." Ela escreve que, enquanto apoia o direito dos indivíduos se identificarem como escolherem, em muitos casos, as pessoas trans "cirurgicamente mutilam seus próprios corpos", a fim de se conformar a um papel de género que está inexoravelmente ligado às partes físicas do corpo. Ela conclui que "as feministas estão certas ao se sentirem desconfortáveis sobre a necessidade e uso do transexualismo." O artigo conclui com o que se tornou uma das mais famosas citações de Steinem: "Se o sapato não cabe, devemos alterar o pé?". Embora no contexto das questões trans, a citação é frequentemente confundida como uma declaração geral sobre o feminismo.
Em uma entrevista de 2013 com O Advogado, Steinem repudiou e pediu desculpas por suas opiniões anteriores. Ela afirmou que, "eu acredito que as pessoas transexuais, incluindo aquelas que foram transformadas, estão vivendo uma vida, autêntica. Essas vidas devem ser comemoradas, não questionadas. Suas decisões de saúde devem ser delas e só elas devem ter. E o que escrevi décadas atrás, não reflete o que hoje conhecemos, nós apenas afastamos do binário "masculino" ou "feminino" e começamos a viver ao longo de todo o continuum humano da identidade e da expressão."
Em 1979, Janice Raymond escreveu um livro sobre mulheres trans chamado The Transsexual Empire: The Making of the She-Male, onde analisou o papel da transgeneridade — particularmente as abordagens psicológicas e cirúrgicas — em reforçar os estereótipos tradicionais de género, as formas em que o "complexo médico-psiquiátrico" está medicalizando a "identidade de género", e o contexto social e político que ajudou a difundir os tratamentos e a cirurgia dos transexuais como normal e terapêutica.
Raymond afirma que a transgeneridade é baseada em "mitos patriarcais" de "maternidade masculina", e "criar uma mulher de acordo com a imagem do homem". Ela afirma que isso é feito com o objetivo de "colonizar a identificação, a cultura, a política e a sexualidade feminista", acrescentando: "Todos os transexuais estupram o corpo da mulher, reduzindo a real forma feminina a um artefato, apropriando-se deste corpo para si. Transexuais simplesmente cortam o meio mais óbvio de invadir as mulheres, de modo que eles parecem não invasivos." Vários autores têm caracterizado estas opiniões como extremamente transfóbicas e de discurso de ódio.
Em The Transsexual Empire, Janice Raymond inclui seções sobre Sandy Stone, uma mulher trans, que já havia trabalhado como engenheira de som para Olivia Records, e Christy Barsky, acusando-as de criar divisões nos espaços das mulheres. Ruth Hubbard criticou esses escritos como ataques pessoais contra estes indivíduos.
Em 1997, Sheila Jeffreys publicou um artigo que afirmava que a transgeneridade é profundamente problemática, a partir de uma perspectiva feminista, e de que deve ser vista como uma violação dos direitos humanos" Em 2012, ela escreveu no The Guardian que ela e outros que "criticaram a transexualidade, a partir de qualquer disciplina académica", tinham sido submetidos a campanhas na internet para proibir sua voz por suposta "transfobia, discurso de ódio". Ela escreve que o "grau de insultos e a energia gasta pelos ativistas podem sugerir que eles temem que a prática da transexualidade poderia justificadamente ser submetida à crítica não podendo se sustentar sob a investigação e debate rigorosos, se os críticos foram autorizados a falar." Jeffreys é co-autora de Lorene Gottschalk, do livro Gender Hurts: A Feminist Analysis of the Politics of Transgenderism.
Em 1999, no livro The Whole Woman, Germaine Greer publicou uma sequência de The Female Eunuch. Um capítulo foi intitulado "Pantomima Dames", em que ela afirma a sua oposição a aceitar mulheres trans que foram atribuídas como do sexo masculino ao nascer como sendo mulheres.
Greer foi bombardeada de glitter em um protesto contra esses pontos de vista em 2012 uma sessão de autógrafos, em Wellington, Nova Zelândia por um grupo conhecido como o Queer Avengers.
Mais recentemente, Julie Bindel escreveu vários artigos críticos da cirurgia de redesignação sexual e à questão transgénero. O primeiro artigo publicado de Bindel sobre a transgeneridade apareceu no Guardian, em maio de 2007, e foi o primeiro exemplo de cobertura de uma narrativa de 'arrependimento transexual' na mídia do Reino Unido. Bindel entrevistou 'Claudia', uma transexual pós-operada que lamentou sua decisão de ter a cirurgia e que sentia que o psiquiatra envolvido não teve cuidado suficiente para chegar a um diagnóstico. Bindel questionou a abordagem médica no artigo.
Um mês mais tarde, uma peça intitulada "Gender Benders, beware", foi impressa no The Guardian a respeito de sua ira sobre uma crise de disputa em um centro de aconselhamento de vítimas de estupro com uma conselheira trans; o artigo também expressou seus pontos de vista sobre pessoas trans e transgeneridade. Muitos consideraram o linguajar usado como ofensivo e humilhante. O Guardian recebeu mais de duas centenas de cartas de reclamação de pessoas transgénero, médicos, fisioterapeutas, académicos e outros. Pessoas trans do grupo ativista Press for Change citam este artigo como um exemplo de "escrita discriminatória" contra pessoas trans na imprensa. Queixas focadas no título, "Gender Benders, beware", o cartoon que acompanhava a peça, e o tom depreciativo, como "Pense em um mundo habitado apenas por transexuais. Ele seria como o elenco de Grease" e "eu não tenho um problema com os homens que descartam seus órgãos genitais, mas isso não os torna mulheres, da mesma forma que enfiar um pedaço de mangueira de aspirador de pós dentro da 501 (jeans) não faz de você um homem."
Ainda em 2009, Bindel declaradamente ainda sustentou que "as pessoas devem questionar a base do diagnóstico dos psiquiatras do sexo masculino", num momento em que a polarização de género e a homofobia caminham de mãos dadas." Ela argumentou que "o Irã realiza o maior número de cirurgias de mudança de sexo no mundo" que "a cirurgia é uma tentativa de manter os estereótipos de género intactos". Bindel respondeu ao protesto em uma peça no Guardian que cobria a forma como o movimento LGBT tinham se desenvolvido desde os seus primeiros dias como uma feminista lésbica radical. Ela sugeriu que o protesto era também sobre "Stonewall se recusar a adicionar o T (de transgénero) em LGB (para lésbicas, gays e bissexuais)" e que "a ideia de que certos comportamentos distintos são apropriados para machos e fêmeas fundamenta a crítica feminista do fenómeno de "transgénero". Na sequência do Stonewall, Whittle a convidou para debater estas questões novamente com Susan Stryker, uma acadêmica e ativista trans dos EUA, na frente de uma audiência na Manchester Metropolitan University, em 12 de Dezembro de 2008. O debate foi transmitido ao vivo pela internet.
Em 2011, Camille Paglia criticou a transexualidade como uma moda atual e afirmou que as celebridades transexuais como Chaz Bono estão "mutilando" seus corpos ao "tomar pílulas e injetar hormônios masculinos todos os dias."
Robert Jensen esboçou feministas e as preocupações ecológicas sobre a "ideologia transgénero", e relacionou a ideia a um medo cultural maior da crítica feminista do patriarcado.

## Apoio feminista
Em Woman Hating: A Radical Look at Sexuality, publicado em 1974, a escritora feminista radical e ativista Andrea Dworkin pediu o apoio das pessoas trans, a quem ela vê como "em estado de emergência primário" devido à "cultura da definição macho-fêmea". Dworkin afirmou que "cada transexual tem o direito de sobrevivência em seus próprios termos. Isso significa que cada transexual tem direito a uma operação de mudança de sexo." Ela ainda opinou que o fenómeno da transexualidade pode desaparecer em uma sociedade livre, dando lugar a identidades inteiramente novas.
Em uma entrevista de 2014, Judith Butler defendeu os direitos civis para as pessoas trans: "Nada é mais importante para as pessoas trangénero do que ter acesso a cuidados de saúde em ambientes trans-afirmativos, ter o livre exercício legal e institucional de suas próprias vidas como quiserem e de ter a sua liberdade e desejo afirmado pelo resto do mundo". Além disso, ela respondeu a algumas das críticas contra pessoas trans de Sheila Jeffreys e Janice Raymond, chamando suas críticas de "prescritivismo" e "tirania". De acordo com Butler, pessoas trans não são criadas pelo discurso médico, mas sim desenvolvem novos discursos através da autodeterminação.

## Exclusão feminista de pessoas transgénero
Mulheres transexuais como Sandy Stone desafiaram a concepção feminista da "mulher biológica". Stone trabalhou como engenheira de som para Olivia Records de 1974 a 1978, renunciando sob a controvérsia de uma mulher trans trabalhando para uma empresa lésbica. O debate continuou no livro de Raymond, [31], que dedicou um capítulo à crítica do "lésbica-feminista transexualmente construída". Grupos como a  Lesbian Organization of Toronto (L.O.O.T.) votou então para excluir mulheres trans lésbicas. A Lesbian Organization of Toronto era apenas para womyn-born womyn ("mulheres nascidas mulheres"). Em 1978 um pedido formal de adesão à organização foi feita por uma lésbica trans; em resposta, a organização aprovou a exclusão de mulheres trans. Durante uma discussão informal, membros da L.O.O.T. expressaram sua indignação, que em sua opinião uma "criatura-homem que trocou de sexo se atreveu a identificar-se como uma mulher e lésbica." Na sua resposta pública, a organização escreveu, "Uma voz de mulher quase nunca foi ouvida como uma voz de mulher. Sempre foi filtrada através de vozes masculinas. Então aparece um cara e diz 'Eu vou ser uma menina agora e falar para as meninas.' E nós pensamos, 'não, você não é". Uma pessoa não pode simplesmente juntar-se a oprimidos por decreto."
Nos Estados Unidos, um exemplo do conflito entre feministas e mulheres trans ocorreu no festival de música Michigan Womyn's Music Festival. O festival expulsou uma mulher trangénero, Nancy Burkholder, no início de 1990. Desde então, o festival mantém que é destinado somente a "mulheres nascidas mulheres".  O grupo ativista Camp Trans formou-se para protestar contra a política de "mulheres nascidas mulheres" e para defender uma maior aceitação das mulheres trans dentro da comunidade feminista. Um número de ativistas transgénero proeminentes e transfeministas estavam envolvidas no Camp Trans incluindo Riki Wilchins, Jessica Xavier e Leslie Feinberg. O festival passou a permitir mulheres que tivessem passado pela cirurgia, no entanto, isso foi criticado como sendo elitista, já que muitas mulheres trans não podem pagar a cirurgia de redesignação sexual.
Kimberly Nixon foi uma mulher trans que se voluntariou para se tornar conselheira de vítimas de estupro no Vancouver Rape Relief & Women's Shelter in Vancouver, British Columbia, em 1995. Quando o status trans de Nixon foi determinado, ela foi expulsa. A equipe decidiu que o status de Nixon tornava impossível para ela entender as experiências de seus clientes e que também exigia a seus clientes serem geneticamente do sexo feminino. Nixon discordou, divulgando a sua própria história de abuso de parceiro e processou o abrigo por discriminação. Os advogados de Nixon argumentaram que não havia base para a demissão, citando experiências de Diana Courvant como a primeira mulher trans a trabalhar em um abrigo de violência doméstica das mulheres. Em 2007, a Suprema Corte do Canadá se recusou a ouvir o apelo de Nixon, encerrando o caso.
Germaine Greer foi apontada como professora especial e associada no Newnham College, em Cambridge, onde ela se opôs à eleição de Rachael Padman para a comunhão. Greer argumentou que Padman tinha nascido do sexo masculino e, portanto, não deveria ser admitida em Newnham, uma faculdade feminina. Greer renunciou em 1996 depois que o caso atraiu publicidade negativa. Um artigo sobre o incidente foi publicado em 25 de Junho de 1997, por Clare Longrigg do The Guardian. Intitulado "A Sister with No Fellow Feeling"; esse texto desapareceu dos sites após a publicação da impressão, sob instrução dos advogados do jornal.

## TERF
Quem inclui mulheres trans como parte do movimento feminista se refere àquelas que excluem como "feministas radicais trans-excludentes", ou "TERFs" (trans-exclusionary radical feminist). O The Transadvocate tem critérios relacionados com o que é considerado ideologia TERF. O termo é considerado um insulto por aquelas a quem se refere.

## Transfeminismo
Robert Hill define um desenvolvimento mais recente, "Transfeminismo", como "uma categoria de feminismo, na maioria das vezes conhecido para a aplicação dos discursos trans a discursos feministas, e de crenças feministas para o discurso transgénero". Hill diz que o transfeminismo também diz respeito à sua integração dentro do feminismo mainstream. Ele define transfeminismo neste contexto como um tipo de feminismo "com conteúdo específico que se aplica a pessoas transgénero e transexuais, mas o pensamento e a teoria de que também é aplicável a todas as mulheres".